# أنجيليكا (فلم 2016)
أنجيليكا (بالإنجليزية: Angelica)، هُو فيلم بورتوريكي صدر سنة 2016 وأخرجه ماريسول غوميز مواكاد.